# Djupet (film, 1977)
Djupet (engelska: The Deep) är en amerikansk långfilm från 1977 i regi av Peter Yates, med Jacqueline Bisset, Nick Nolte, Dick Anthony Williams och Robert Shaw i rollerna. Filmen är baserad på en roman av Peter Benchley som även skrivit filmens manus tillsammans med Tracy Keenan Wynn.

## Rollista
| Jacqueline Bisset     | – Gail Berke        |
| Nick Nolte            | – David Sanders     |
| Dick Anthony Williams | – Slake             |
| Robert Shaw           | – Romer Treece      |
| Earl Maynard          | – Ronald            |
| Bob Minor             | – Wiley             |
| Louis Gossett Jr.     | – Henri Cloche      |
| Eli Wallach           | – Adam Coffin       |
| Teddy Tucker          | – The Harbor Master |